# Die Weinprobe
Die Weinprobe ist der Titel eines Genrebilds des Malers Johann Peter Hasenclever. Das Gemälde entstand 1843 in Düsseldorf und gehört zur Sammlung der Alten Nationalgalerie in Berlin. Es zeigt eine Gruppe älterer Weinkenner bei einer Weinprobe. Wegen des Erfolgs malte der Künstler zu dem Motiv über einen längeren Zeitraum hinweg weitere Fassungen.

## Beschreibung
In einem Weinkeller, einem alten Gemäuer, sind acht Connaisseure, die einen ausschließlich männlichen Querschnitt des einfachen, biedermeierlichen Bürgertums repräsentieren und vielleicht einer Weinbruderschaft angehören, mit der Verkostung mehrerer Weine beschäftigt. Teils stehen sie, teils sitzen sie an Weinfässern, die sie als Tisch bzw. zum Anlehnen nutzen. Auf der linken Seite steht der Kellermeister und verbirgt eine Flasche des letzten der zu begutachtenden Gewächse noch hinter seinem Rücken. Er beobachtet mit selbstbewusstem Gesichtsausdruck und einer Geste der linken Hand, bei der sich die Spitzen von Mittelfinger und Daumen berühren, wie ein ihm gegenüberstehender Mann ein Glas Wein testend ins Licht hält. Zwischen beiden in der Mitte kostet ein Mann mit Hut den Duft des Weins. Im Vordergrund der Gruppe, einen großen Spucknapf zwischen seine Oberschenkel geklemmt, vergleicht ein beleibter Mann den Geschmack zweier Weine, die er in den Händen hält, mittels Schlürfen. Während drei weitere Herren, darunter ein Geistlicher mit schwarzer Kappe, beim Kosten mit großem Ernst noch innehalten, ist sich ein vierter bei der Weinprobe in seinem Urteil schon schlüssig geworden, was er durch einen erhobenen Zeigefinger zum Ausdruck bringt.
Die Personengruppe ist symmetrisch angeordnet und findet ihre Mittelachse in dem Mann mit Hut. Dessen Weinglas bildet den Schnittpunkt der Bilddiagonalen. Das eher schale Licht fällt von vorne in den wie eine Bühne inszenierten Weinkeller. Dessen patiniertes Gemäuer wird durch einen schwachen Lichtschein erhellt und vermittelt das minimalistische, stille Ambiente eines Kellers. Der Blick des Betrachters wird auf die Vielzahl der dargestellten Personen gelenkt. Durch die strenge, gleichzeitig theatralische Komposition der Figurengruppe in dem stillen, unterirdischen Raum wird der Eindruck momentaner Ruhe und Verinnerlichung auf den sinnlichen und geistigen Vorgang der Weinverkostung verstärkt. Das Bild ist mit J. P. Hasenclever signiert und trägt dahinter die Jahreszahl 1843.

## Entstehung

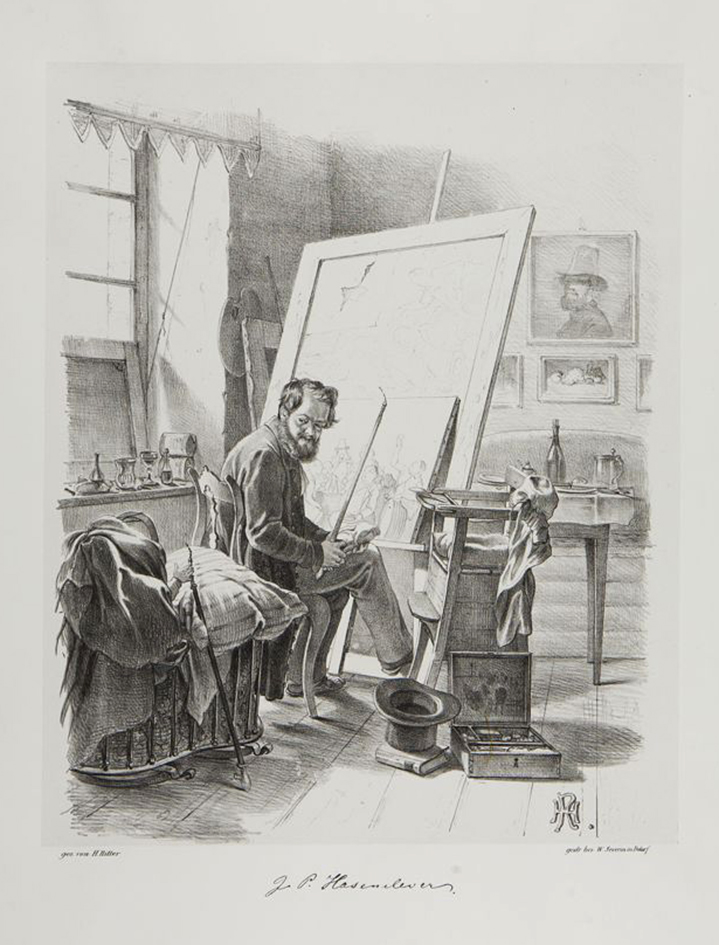
Johann Peter Hasenclever in seinem Atelier, „Die Weinprobe“ malend, Illustration von Henry Ritter, lithografiert von Wilhelm Severin, 1845

Johann Peter Hasenclever war ein führender Vertreter der Genremalerei der Düsseldorfer Schule, der in seinem Œuvre das gesellschaftliche Leben seiner Zeit gerne mit einer humoristischen Note festhielt. Dabei entwickelte er auf der Grundlage englischer Genremalerei, insbesondere des Gemäldes Die Testamentseröffnung (1820) von David Wilkie, das er in München studiert hatte, eine  Vorliebe für die psychologisierende Darstellung von Typen mit ausgeprägter Physiognomie und etwas übertriebenem Gebärdenstil, um die jeweilige Erzählung in seinen Bildern zu unterstützen. Szenerie und Lichtführung verlieh er den Charakter des Theaterhaften.
Seit Beginn der 1840er Jahre arbeitete er an dem Motiv der Weinprobe. In dieser Zeit setzte er sich verstärkt mit Lichtwirkungen in Interieurs bzw. mit „Nachtstücken“ auseinander, in denen er durch Lichtquellen, wie Lampen oder Kerzen, später auch Mondlicht, eine ganz besondere Atmosphäre schuf und die Inhalte, Personen und ihre Gesten, konzentriert beleuchtete. Parallelen zeigt insofern sein Motiv Das Lesekabinett.

## Rezeption

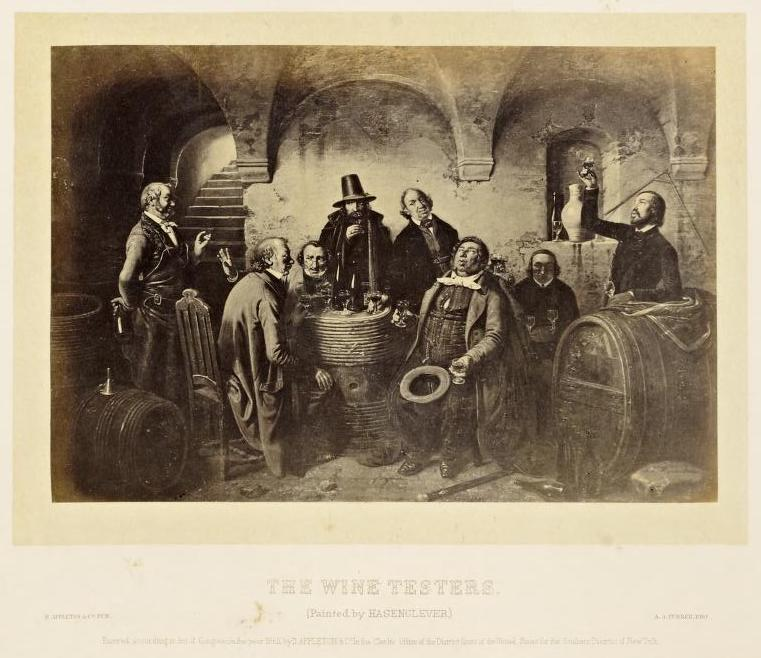
Die Weinprobe (The Wine Testers), spätere Fassung (um 1844), die in der Düsseldorf Gallery ausgestellt wurde, Lithografie, 1863

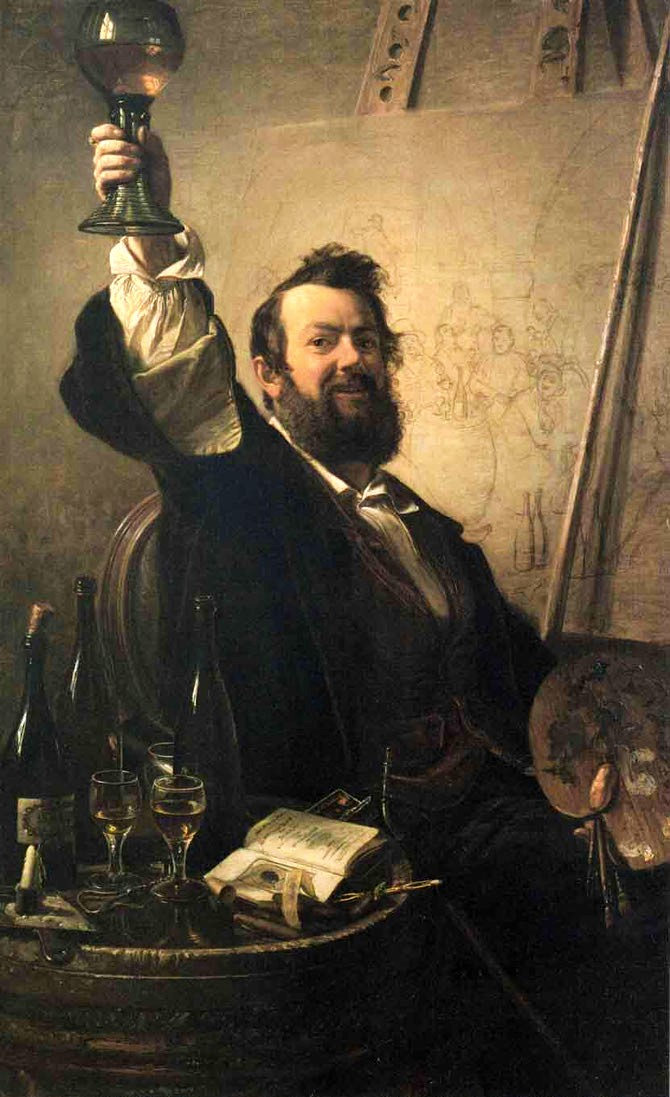
Johann Peter Hasenclever, Selbstporträt von 1851 mit der Vorzeichnung einer Variante des Motivs der Weinprobe auf der Staffelei

1843 präsentierte Hasenclever das Motiv auf einer Ausstellung des Kunstvereins München, 1844 auf der Ausstellung des Kunstvereins für die Rheinlande und Westfalen in einem Galeriesaal des Düsseldorfer Schlosses. Dort hob der Maler Friedrich Boser das Bild und seinen Schöpfer in dem Gruppenbildnis Die Bilderschau der Düsseldorfer Künstler als Beispiele der Düsseldorfer Genremalerei hervor. Das Bild war ein großer Erfolg. Hasenclever schuf daher mehrere Fassungen. Eine davon gelangte in den Besitz des New Yorker Weinhändlers Johann Gottfried Böker. In dessen Düsseldorf Gallery konnte das Gemälde in den 1850er und frühen 1860er Jahren besichtigt werden. Eine andere Fassung, die 1853 entstand, gelangte über den Verein zur Errichtung einer Gemäldegalerie zu Düsseldorf in städtischen Kunstbesitz und von dort in die Sammlung des Museums Kunstpalast.
Das Bildthema Wein wurde gewissermaßen Hasenclevers Markenzeichen, wozu er durch sein Selbstporträt von 1851, in dem er sich mit erhobenem Weinpokal selbst stilisierte, erheblich beitrug. Lange wurde er daher als lebenslustiger „Hofmaler des Weins“ zu einseitig betrachtet und somit verkannt.
Durch Druckgrafik, insbesondere Lithografien von Friedrich Jentzen und Jakob Fay sowie einen Farbdruck von Adolph Otto Troitzsch, fand das Motiv der Weinprobe weite Verbreitung. 1844 fertigte die Magdeburger Porzellanfabrik Carl Heyroth & Co. eine Lithophanie des Motivs. Abwandlungen des Motivs in Ölmalerei schuf am Ende des 19. Jahrhunderts der Genremaler Hans August Lassen.

## Provenienz
Das Bild wurde 1843 von dem Berliner Bankier und Mäzen Joachim Heinrich Wilhelm Wagener erworben. Dessen Sammlung gelangte 1861 in den Besitz der Königlichen Sammlung und bildete den Grundstock der ab 1862 geplanten Nationalgalerie in Berlin, wo es die Inventarnummer W.S. 70 trägt.